# Martin Škrtel
Martin Škrtel (* 15. prosince 1984 Handlová) je bývalý slovenský profesionální fotbalista, který hrával na pozici středního obránce. Svou hráčskou kariéru ukončil v roce 2022 v dresu FC Spartak Trnava. V letech 2004–2019 odehrál 103 utkání v dresu slovenské reprezentace, ve kterých vstřelil 6 branek. Od roku 2012 byl reprezentačním kapitánem.
Za rok 2005 vyhrál cenu Petra Dubovského, která se na Slovensku uděluje nejlepšímu slovenskému hráči do 21 let. V roce 2007, 2008, 2011 a 2012 zvítězil ve slovenské anketě Fotbalista roku. Zúčastnil se Mistrovství světa 2010 v Jihoafrické republice a EURA 2016 ve Francii.

## Klubová kariéra
Odchovanec slovenské Prievidze působil na Slovensku také v Trenčíně (45 zápasů) a v ruském Zenitu Petrohrad (74 zápasů). Od 11. ledna 2008 působil v anglickém klubu Liverpool FC. V obraně sváděl konkurenční boj s dánským reprezentantem Danielem Aggerem, některé zápasy odehráli spolu v obranné řadě.
Za sezónu Premier League 2011/2012 získal ocenění „nejlepší hráč Liverpoolu“ udělované fanoušky a také cenu Northwest Football Award 2012. V sezóně Premier League 2012/2013 kvůli několika nepříliš vydařeným zápasům ztratil místo v základní sestavě.
V sezoně 2013/14 měl výbornou formu, mimo defenzivních povinností dokázal střílet i důležité góly, Liverpool navíc bojoval o titul v Premier League. 29. prosince 2013 vstřelil v úvodu ligového utkání jedinou branku svého týmu na půdě Chelsea FC, Liverpool nakonec prohrál 1:2. 8. února 2014 vsítil první dvě branky šlágru proti vedoucímu mužstvu tabulky Arsenalu, Liverpool nakonec zvítězil suverénně 5:1. Dva góly vstřelil i 22. března 2014 proti Cardiff City FC, kde se podílel na výhře 6:3. V tomto ročníku nakonec na titul nedosáhl, Liverpool přišel o naději v posledním ligovém kole. Martin Škrtel se trefoval v průběhu sezóny i do vlastní brány, dal si celkem 4 vlastní góly, čímž stanovil rekord Premier League v počtu vlastních branek za jednu sezónu.
V sezóně 2015/16 nedostával pod novým trenérem Liverpoolu Jürgenem Kloppem mnoho příležitostí. V červenci 2016 přestoupil do Turecka do klubu Fenerbahçe SK.

### Klubové statistiky

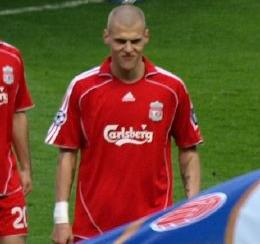
Martin Škrtel v dresu Liverpool FC.

Vybrané statistiky Martina Škrtela v jednotlivých klubech, v nichž působil:
| Sezona  | Klub                     | Soutěž                                            | Zápasy | Góly  |
| ------- | ------------------------ | ------------------------------------------------- | ------ | ----- |
| 2004/05 | FK Zenit Sankt-Petěrburg | Ruská Premier Liga                                | 7      | 0     |
| 2005/06 | FK Zenit Sankt-Petěrburg | Ruská Premier Liga                                | 18     | 1     |
| 2006/07 | FK Zenit Sankt-Petěrburg | Ruská Premier Liga                                | 26     | 1     |
| 2007/08 | FK Zenit Sankt-Petěrburg | Ruská Premier Liga                                | 23     | 1     |
| 2007/08 | Liverpool FC             | Premier League FA Cup Anglický ligový pohár       | 14 1 0 | 0     |
| 2008/09 | Liverpool FC             | Premier League FA Cup Anglický ligový pohár       | 11 2 0 | 0     |
| 2009/10 | Liverpool FC             | Premier League FA Cup Anglický ligový pohár       | 18 2   | 1 0   |
| 2010/11 | Liverpool FC             | Premier League FA Cup Anglický ligový pohár       | 39 1 0 | 2 0   |
| 2011/12 | Liverpool FC             | Premier League FA Cup Anglický ligový pohár       | 34 3 6 | 2 1   |
| 2012/13 | Liverpool FC             | Premier League FA Cup Anglický ligový pohár       | 25 3 6 | 2 1   |
| 2013/14 | Liverpool FC             | Premier League FA Cup Anglický ligový pohár       | 36 3 6 | 7 1   |
| 2014/15 | Liverpool FC             | Premier League FA Cup Anglický ligový pohár       | 33 3 6 | 1     |
| 2015/16 | Liverpool FC             | Premier League FA Cup Anglický ligový pohár       | 22 3 6 | 1     |
| 2016/17 | Fenerbahçe SK            | Süper Lig Türkiye Kupasi Evropská liga            | 31 5 7 | 2 0   |
| 2017/18 | Fenerbahçe SK            | Süper Lig Türkiye Kupasi Evropská lige (předkola) | 21 2 4 | 3 0   |
| 2018/19 | Fenerbahçe SK            | Süper Lig Türkiye Kupasi Evropská liga            | 27 2 7 | 1 0   |
| 2019/20 | Istanbul Başakşehir      | Süper Lig Türkiye Kupasi Evropská liga            | 20 1 8 | 3 0 1 |
| 2020/21 | Istanbul Başakşehir      | Süper Lig Liga Mistrů                             | 10 5   | 0     |
| 2021/22 | Spartak Trvnava          | Fortuna Liga                                      | 1      | 0     |

## Reprezentační kariéra
V A-týmu slovenské reprezentace debutoval 9. července 2004, kdy odehrál celé utkání Kirin Cupu proti Japonsku (výhra domácího Japonska 3:1).
Hrál i celý následující zápas Kirin Cupu proti Srbsku a Černé Hoře, který Slovensko prohrálo 0:2 a se dvěma porážkami skončilo na posledním místě turnaje.
Postupně se vypracoval ve stabilního člena národního týmu. První gól v reprezentaci si připsal 2. září 2006 v domácím kvalifikačním utkání o Euro 2008 proti Kypru, ve kterém v 9. minutě otevřel skóre utkání. Slovensko soupeře jednoznačně přehrálo a zvítězilo 6:1.
6. září 2008 v domácím utkání se Severním Irskem otevřel ve 47. minutě skóre zápasu  a zahájil tak úspěšnou pouť slovenské reprezentace kvalifikací na mistrovství světa 2010 (utkání skončilo vítězstvím Slovenska 2:1), kam postoupila z prvního místa se ziskem 22 bodů před druhým Slovinskem.
6. února 2013 nastoupil v Bruggách proti domácí Belgii. Slovensko sahalo po remíze, ale nakonec utkání prohrálo 1:2 gólem v 90. minutě. 22. března 2013 nastoupil v domácím kvalifikačním zápase v Žilině proti Litvě, který skončil remízou 1:1. Hrál v odvetném kvalifikačním zápase s Bosnou a Hercegovinou 10. září 2013 v Žilině, Slovensko podlehlo svému balkánskému soupeři 1:2 a ztratilo naději alespoň na baráž o Mistrovství světa 2014 v Brazílii.
9. října 2014 byl u vítězství 2:1 v kvalifikačním zápase na EURO 2016 proti Španělsku, bránil především nebezpečného Diega Costu. Slovensko po úvodní výhře nad Ukrajinou vyhrálo i nad úřadujícími mistry Evropy Španěly 2:1 a potvrdilo tak výborný vstup do kvalifikace. Se slovenskou reprezentací slavil 12. října 2015 postup na EURO 2016 ve Francii (historicky první pro Slovensko v éře samostatnosti).

### Mistrovství světa 2010
Na světovém šampionátu 2010 v Jižní Africe se Slovensko dostalo do osmifinále, kde podlehlo pozdějšímu vicemistrovi Nizozemsku 1:2. Martin Škrtel odehrál všechny 4 zápasy na turnaji a nechyběl ani minutu. Mimo zmíněné osmifinále šlo o zápasy v základní skupině F postupně proti Novému Zélandu (15. června 2010, remíza 1:1), Paraguay (20. června 2010, prohra Slovenska 0:2) a Itálii (24. června 2010, výhra Slovenska 3:2). Svými výkony v obraně týmu pomohl k zisku 4 bodů a umístění na postupové 2. příčce za pětibodovou Paraguayí.

### EURO 2016
Trenér Ján Kozák jej vzal na EURO 2016 ve Francii, kam se Slovensko probojovalo poprvé v éře samostatnosti. V prvním utkání nastoupil proti Walesu, Slovensko prohrálo 1:2. Ve druhém zápase proti Rusku byl u výhry 2:1 a v posledním zápase základní skupiny proti Anglii utkání skončilo remízou 0:0. Slovenští fotbalisté skončili se 4 body na třetím místě tabulky. V osmifinále hráli s reprezentací Německa, které podlehli 0:3 a s šampionátem se rozloučili.

### Reprezentační góly
Seznam gólů Martina Škrtela v A-mužstvu slovenské reprezentace:
| Gól | Datum        | Stadion                                       | Soupeř        | Skóre (min.) | Výsledek | Soutěž                   |
| --- | ------------ | --------------------------------------------- | ------------- | ------------ | -------- | ------------------------ |
| 010 | 2. 9. 2006   | Tehelné pole, Bratislava                      | Kypr          | 01:0 0(9.)   | 6:1      | kvalifikace na EURO 2008 |
| 02  | 7. 2. 2007   | Jerez de la Frontera, Španělsko               | Polsko        | 00:2 0(45.)  | 2:2      | přátelské utkání         |
| 03  | 24. 3. 2007  | GSP Stadion, Nikósie, Kypr                    | Kypr          | 01:2 0(67.)  | 1:3      | kvalifikace na EURO 2008 |
| 04  | 13. 10. 2007 | Mestský štadión, Dubnica nad Váhom, Slovensko | San Marino    | 04:0 0(51.)  | 7:0      | kvalifikace na EURO 2008 |
| 05  | 6. 9. 2008   | Tehelné pole, Bratislava                      | Severní Irsko | 01:0 0(47.)  | 2:1      | kvalifikace na MS 2010   |
| 06  | 11. 11. 2016 | City Arena Trnava, Trnava, Slovensko          | Litva         | 03:0 0(36.)  | 4:0      | kvalifikace na MS 2018   |

## Osobní život
Narodil se v Handlové, fotbal začal hrát ve svých šesti letech. Ačkoliv se zajímal i o lední hokej, rozhodl se stejně jako jeho otec pro fotbal. Martin má 2 sourozence, staršího bratra Dušana a sestru Marcelu.
Hrával útočníka nebo levého křídelníka až do svých šestnácti, když mu mládežnický trenér Anton Valovič navrhl, zda by nepřijal místo ve středu obrany ve slovenské mládežnické reprezentaci. Souhlasil s tím, i když na tomto postu nikdy nehrál.
V únoru 2014 podpořil v krátkém videu kandidaturu Roberta Fica na prezidenta Slovenské republiky.

## Úspěchy

### Klubové
AS Trenčín
- 1× juniorský mistr Slovenska (2001) [36]

FK Zenit Sankt-Petěrburg
- 1× vítěz ruské Premier Ligy (2006/07)

Liverpool FC
- 1× vítěz Anglického ligového poháru (2011/12)

### Reprezentační
- 1× účast na Mistrovství světa (2010 - osmifinále)

### Individuální ocenění
- 1× cena Petera Dubovského (nejlepší slovenský fotbalista do 21 let) - 2005 [5]
- 4× vítěz ankety Fotbalista roku na Slovensku (2007, 2008, 2011, 2012)[6]
- 1× hráč sezóny v Liverpoolu FC (2012)